# Rudawkowate
Rudawkowate (Pteropodidae) – rodzina ssaków z podrzędu rudawkokształtnych (Yinpterochiroptera) w obrębie rzędu nietoperzy (Chiroptera), obejmująca ok. 170 gatunków. Mają świetny wzrok i dobry węch. Żywią się owocami, kwiatami, liśćmi, także owadami; żyją pojedynczo lub w bardzo licznych koloniach.

## Rozmieszczenie geograficzne
Rodzina obejmuje gatunki występujące w Afryce, południowo-zachodniej, południowej i południowo-wschodniej Azji oraz Australii i Oceanii.

## Systematyka
Do rodziny należą następujące żyjące współcześnie podrodziny:
- Cynopterinae J.E. Gray, 1866
- Epomophorinae J.E. Gray, 1866
- Macroglossusinae Almeida, Simmmons & Giannini, 2020
- Harpyionycterinae G.S. Miller, 1907
- Eidolinae Almeida, Giannini & Simmons, 2016
- Nyctimeninae G.S. Miller, 1907
- Notopterisinae Almeida, Simmmons & Giannini, 2020
- Pteropodinae J.E. Gray, 1821

Opisano również wymarłą podrodzinę:
- Archaeopteropodinae Simpson, 1945

Rodzaj wymarły niesklasyfikowany w żadnej z podrodzin:
- Turkanycteris Gunnell & Manthi, 2020 – jedynym przedstawicielem był Turkanycteris harrisi Gunnell & Manthi, 2020